# Idioma checheno
El checheno es una lengua caucásica nororiental y una de las dos lenguas oficiales de la República de Chechenia, en Rusia, así como uno de los múltiples idiomas oficiales de la República de Daguestán, también en Rusia. Los hablantes de esta lengua son capaces de entenderse, en cierta forma, con los hablantes del ingusetio. Además, el checheno tiene diversos dialectos. 
El checheno se escribía con el alfabeto árabe hasta la década de 1920. Anteriormente al siglo XX, el árabe se utilizaba para la mayor parte de las comunicaciones en Chechenia, utilizando el checheno principalmente como lengua coloquial. El árabe perdió popularidad y el ruso se convirtió en la lengua escrita con la llegada de la Unión Soviética. La mayoría de los hablantes de checheno hablan también fluidamente ruso. El alfabeto latino empezó a usarse para escribir el checheno a mediados de la década de 1920 en lugar del árabe. En 1938 se adoptó el alfabeto cirílico. Con la declaración de independencia de la República Chechena de Ichkeria en 1992, el parlamento de la autoproclamada república declaró oficial el uso del alfabeto latino, pero desde el principio la población no entendía el mismo. El alfabeto latino para el checheno ha caído en desuso desde el fin de la segunda guerra chechena y la reincorporación de Chechenia en Rusia.

## Distribución geográfica
De acuerdo al censo ruso de 2010, aproximadamente 1 350 000 son capaces de hablar checheno. Es lengua oficial en las repúblicas de Chechenia y Daguestán.

### Chechenos en Jordania
Los chechenos en Jordania siempre han tenido buenas relaciones con la monarquía hachemí y se les permite vivir de acuerdo a su lengua y su cultura tradicional. La mayoría de chechenos jordanos viven y se expresan en su idioma. Estos chechenos son bilingües de checheno y árabe. No hablan árabe entre ellos, solo utilizan el checheno para comunicarse entre ellos y a veces han llegado a castigar a los niños por hablar árabe en casa. Algunos chechenos de Jordania suelen trabajar como intérpretes para la gente de Chechenia que visita el país árabe.

## Dialectos
Los dialectos del checheno son el checheno de las tierras bajas (base de su lengua literaria) y, según las formas adjetivales presentes en fuentes rusas, el cheberloiski, sharoiski, shatoisko-itumkalinski, galanchzhoiski, akkinski (la forma utilizada por los chechenos en el área de Jasaviurt, en Daguestán, a los que se conoce también como chechenos aujov) y el dialecto montañés, escindido en dos subdialectos, el jildijaroiski y maistinski, modalidades propias de los chechenos que emigraron a Georgia oriental entre el siglo XVII y finales del XIX (si bien en fuentes georgianas estos chechenos procedentes de las montañas, vecinos de las tribus del norte de Georgia Jevsur, Pshav y Tush, aparecen como "kist's").  
Así, los georgianos mencionan un dialecto kist', mientras que la Enciclopedia Georgiana (soviética) mantiene que los chechenos con residencia en Georgia Oriental utilizan en contextos familiares un dialecto mezcla de kist'-georgiano.

## Gramática

Grupos etnolingüísticos de la región del Cáucaso. El checheno aparece en amarillo claro.

Uslar fue el primero en llevar a cabo un estudio erudito del checheno: su gramática, la segunda en orden dentro de su serie de 7 monogramas, apareció en 1888. Jakovlev, por su parte, publicó en 1941 un extenso estudio sobre la sintaxis, pero el análisis morfológico que realizó por separado, aunque completado en 1939, no vio la luz hasta 1959.
El juego de consonantes es más simple en checheno que en las lenguas caucásicas vecinas; no hay labialización, solo una lateral y las ejectivas se reducen a 6. En total hay 34 consonantes, algunas representando posiciones alófonas y algunos sonidos exclusivos para préstamos. Las vocales son cinco básicamente: i, e, a, o, u, aunque esta serie se amplía grandemente por palatalización, labialización, redondeo y nasalización.
El acento tónico va en la primera raíz de la sílaba.
No hay género, tendiendo los nombres clase, número y caso. Los marcadores para formar el plural son -š e -y, como kor 'ventana', plural kor.a.š; belxalo 'obrero', plural belxaloy; nana 'madre', plural nanoy.
La numeración del 1 al 10 es la siguiente: cha, ši', qo', di', pxi', yalx, worh, barh, iss, itt; 20 tqa, 30 tqeitt, 40 šöztqa, 100 b'e.
La conjugación del verbo es por clase gramatical sin referencia a la persona, distinguiéndose modo, aspecto, tiempo y número.